# Eu Acredito
Eu Acredito é um álbum de estúdio da banda brasileira de música cristã contemporânea Voz da Verdade, lançado em 2011.

## Antecedentes
Em 2008, o Voz da Verdade completou 30 anos de carreira com um álbum comemorativo. Apesar disso, em 2009, o grupo já trouxe outro trabalho de inéditas, Chuva de Sangue. Em 2010, a banda passou por um dos períodos mais baixos de sua carreira. Lílian Moisés, uma das vocalistas do grupo desde 1999, morreu após passar por uma cirurgia de transplante de fígado. Ela tinha polineuropatia, uma doença degenerativa. Na época, Samuel Moysés disse: "Faz muito falta por que ela estava em tudo um pouquinho. Estamos levando por força divina, tentando caminhar".

## Gravação
O álbum, assim como os anteriores, contou com produção musical de José Luiz Moisés. Ocorreram pequenas diferenças na formação, sobretudo quanto a ausência de Lilian. O trabalho marca a estreia de Cristiane Moysés, filha de Liliani e Carlos A. Moysés, participando como backing vocal.
O projeto também se tornou o último disco da discografia do grupo com participação de José, Rita de Cássia Moisés, Sara Moisés e Lydia Moisés.

## Lançamento e recepção
| Críticas profissionais | Críticas profissionais |
| Avaliações da crítica  | Avaliações da crítica  |
| Fonte                  | Avaliação              |
| ---------------------- | ---------------------- |
| Super Gospel           | (favorável)            |

Eu Acredito foi lançado em 2011 de forma independente em formato físico. O projeto recebeu uma avaliação favorável de Daniel de Carvalho publicada pelo Super Gospel. O crítico defendeu que o álbum superou as expectativas e elogiou os arranjos vocais, afirmando que "em todas as canções podemos ouvir um back vocal bem trabalhado, característica marcante do Voz da verdade".
Em 2012, o álbum recebeu a indicação de Melhor CD Pentecostal no Troféu Promessas. Também, no mesmo ano, a banda gravou o DVD homônimo em Goiânia, no ginásio Goiânia Arena, sendo a primeira vez que o grupo gravou um trabalho audiovisual fora de São Paulo.
Em 2017, o álbum foi publicado em formato digital pela MCK Digital.

## Faixas
1. "Eu Acredito" - (Carlos A. Moysés)
2. "O Milagre bateu em minha porta" - (Carlos A. Moysés)
3. "Levanta-te" - (Carlos A. Moysés)
4. "Pense duas vezes" - (Carlos A. Moysés)
5. "Reflexo" - (Samuel Moysés e André Nalesso)
6. "Concerto" - (Carlos A. Moysés)
7. "Fogo de Amor" - (Carlos A. Moysés)
8. "Fábrica de Deus" - (Carlos A. Moysés)
9. "Nunca Diga Nunca" - (Carlos A. Moysés)
10. "Casa Fortíssima" - (Carlos A. Moysés)
11. "Quero Conhecer-te" - (Carlos A. Moysés)
12. "Unção de Vencedor" - (Ibsen Batista)
13. "Loucura Santa" - (Carlos A. Moysés)
14. "Ele é Tudo" - (Carlos A. Moysés)
15. "A vida da irmã Isa" - (Jose Luiz Moises)